# Оранжевая лента

Оранжевая лента

Оранжевая Лента — символическая лента.

## Значение

### По всему миру
- Оранжевая лента используется в честь Международного дня ООН по борьбе за ликвидацию расовой дискриминации. Он проводится в марте. Лента демонстрирует осознание расовой толерантности или культурного разнообразия.[источник не указан 200 дней]

- Оранжевые ленты используются в августе для повышения осведомленности и поддержки Международного месяца осведомленности об аутовоспалительных заболеваниях. Оранжевые и красно-оранжевые тона официального логотипа и ленты символизируют воспаление и лихорадку, которые распространены при обострениях аутовоспалительных заболеваний. Логотип Аутовоспалительного Альянса имеет эти цвета, а также дизайн, который представляет воспаление, лихорадку/боль, связанную с расстройствами, и энтузиазм информированного пациента/сторонника.[1]
- Ленты ассортимента повышают осведомленность о неполноценном питании и его последствиях.[2][3]
- Недавно ленту использовали во всем мире для повышения осведомленности о членовредительстве
- Символ рассеянного склероза и комплексного регионального болевого синдрома (ранее известном как рефлекторная симпатическая дистрофия)[4]
- рак почки, и лейкемия.[5]
- Оранжевая лента также используется в ноябре во время Месяца распространения информации о ХОБЛ.[6]

### Австралия
В Австралии ежегодно 21 марта носят оранжевые ленты в поддержку Дня гармонии и идеи гармоничного мультикультурного общества. Впервые организованная в 1996 году, к следующему году «Оранжевая лента» была подхвачена тысячами людей по всей Австралии, и ее носили представители всех политических сил на праздновании Дня Австралии 1997 года в столицах по всей Австралии.

### Нигерия
- В Нигерии Инициатива «Оранжевая лента»[8] представляет собой информационно-пропагандистскую программу, предназначенную для поддержки детей с отклонениями в развитии, особенно с расстройствами аутистического спектра (РАС).[9] Целью проекта является обеспечение того, чтобы эти дети не подвергались стигматизации и чтобы они получали необходимую поддержку со стороны родителей, учителей, друзей, правительства и общества.
- Энергетические проблемы в Нигерии[10]

### Украина
Это символ оранжевой революции 2004 года в Украине. Оранжевый цвет обозначает цвет оппозиционной партии Виктора Ющенко «Наша Украина»

## См. Также
- Символическая лента
- Оранжевая революция
- Международный день борьбы за ликвидацию расовой дискриминации
- Расстройство аутистического спектра
- рак почки
- Лейкоз